# اویشای براورمان
اویشای براورمان (عبری: אבישי ברוורמן‎؛ زادهٔ ۱۵ ژانویهٔ ۱۹۴۸) یک اقتصاددان، و سیاست‌مدار اهل اسرائیل است.